# Universiteit Leiden
Universiteit Leiden, beliggende i Leiden, er oprettet den 8. februar 1575 og dermed Nederlandenes ældste universitet.
Universitetet har ni fakulteter: Arkæologi, jura, matematik og naturvidenskab, medicin, filosofi, samfundsfag, teologi, kunst samt litteratur og sprog. I vintersemesteret 2015/2015 havde universitetet 25800 studenter. Universitetet har ca. 5500 ansatte.

## Ansatte
- Melly Oitzl

## Kendte personer, der har gået på Universiteit Leiden
- Bernhard Siegfried Albinus
- Herman Boerhaave
- Frits Bolkestein
- Jesper Rasmussen Brochmand
- Thomas Browne
- Edsger Dijkstra
- Charles de l'Ecluse
- Paul Ehrenfest
- Albert Einstein
- Willem Einthoven
- Ayaan Hirsi Ali
- Jaap de Hoop Scheffer
- Johan Huizinga
- Christiaan Huygens
- Heike Kamerlingh Onnes
- Dronning Beatrix af Nederlandene
- Dronning Juliana af Nederlandene
- Kong Willem-Alexander af Nederlandene
- Willem Levelt
- Justus Lipsius
- Hendrik Lorentz
- Constantin Marselis
- Vilhelm Marselis
- Johannes Meursius
- Jan Hendrik Oort
- Johannes Pontanus
- Peder Hansen Resen
- Rembrandt van Rijn
- Frederik Rostgaard
- Willem de Sitter
- Willebrord van Roijen Snell (Snellius)
- Niels Stensen
- Stephen Hansen Stephanius
- Hans Svane
- Johan Rudolf Thorbecke
- Jan Tinbergen
- Christen Worm
- Willum Worm
- Pieter Zeeman

## Ekstern henvisning
- Wikimedia Commons har flere filer relateret til Universiteit Leiden
- Universiteit Leiden

52°9′21.86″N 4°29′25″Ø / 52.1560722°N 4.49028°Ø
| Skole | Spire Denne artikel om en skole, en uddannelsesinstitution eller uddannelse er en spire som bør udbygges. Du er velkommen til at hjælpe Wikipedia ved at udvide den. |